# Achryson chacoense
Achryson chacoense là một loài bọ cánh cứng trong họ Cerambycidae.